# Centrum Muzułmańskie w Krakowie

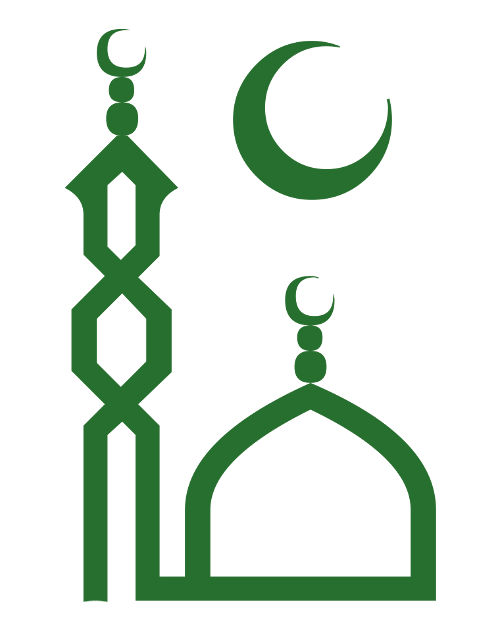
Centrum Muzułmańskie w Krakowie

Centrum Muzułmańskie w Krakowie – ośrodek religijny prowadzony przez małopolski oddział Ligi Muzułmańskiej w RP powstały w 2011 z inicjatywy społeczności muzułmańskiej mieszkającej w Krakowie.

## Siedziba

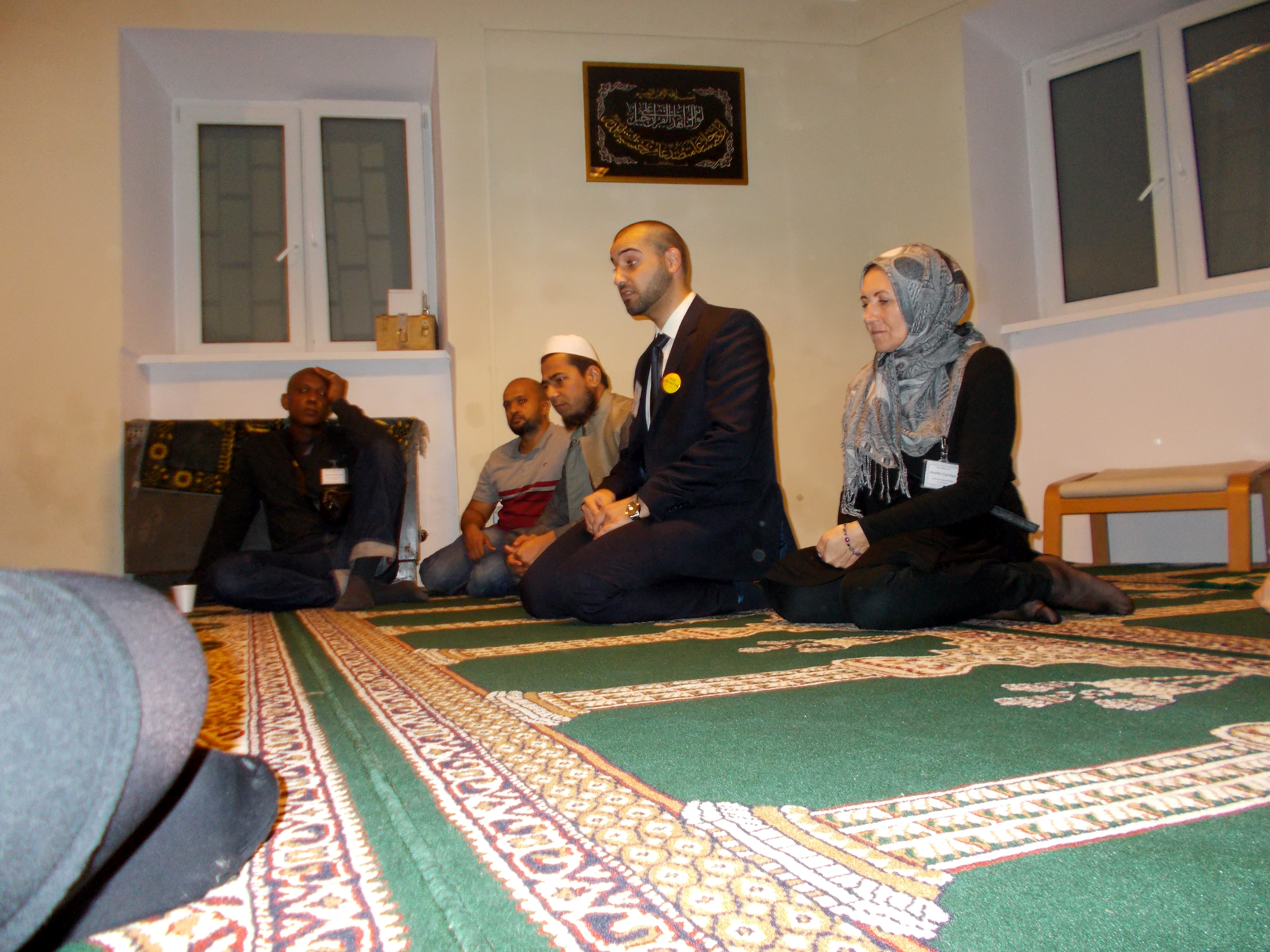
Spotkanie z krakowskimi muzułmanami podczas Nocy Świątyń 2017

Centrum mieści się w miejskiej kamienicy przy ul. Sobieskiego 10/30. Zawiera salę modlitw (podzieloną na część dla mężczyzn i kobiet), bawialnię dla dzieci, kuchnię, łazienkę (dostosowaną do obmycia rytualnego) oraz salę wykładową.

## Cele
- Stworzenie dogodnego miejsca do spotkań i modlitwy dla muzułmanów w Krakowie.
- Dbanie o potrzeby wspólnoty muzułmańskiej w Małopolsce.
- Organizacja uroczystości i świąt muzułmańskich takich jak Ramadan, Id.
- Rozwijanie i szerzenie wiedzy na temat islamu.
- Dostarczanie informacji osobom zainteresowanym islamem lecz niebędących muzułmanami.
- Organizacja i wsparcie inicjatyw kulturalnych.

## Działalność

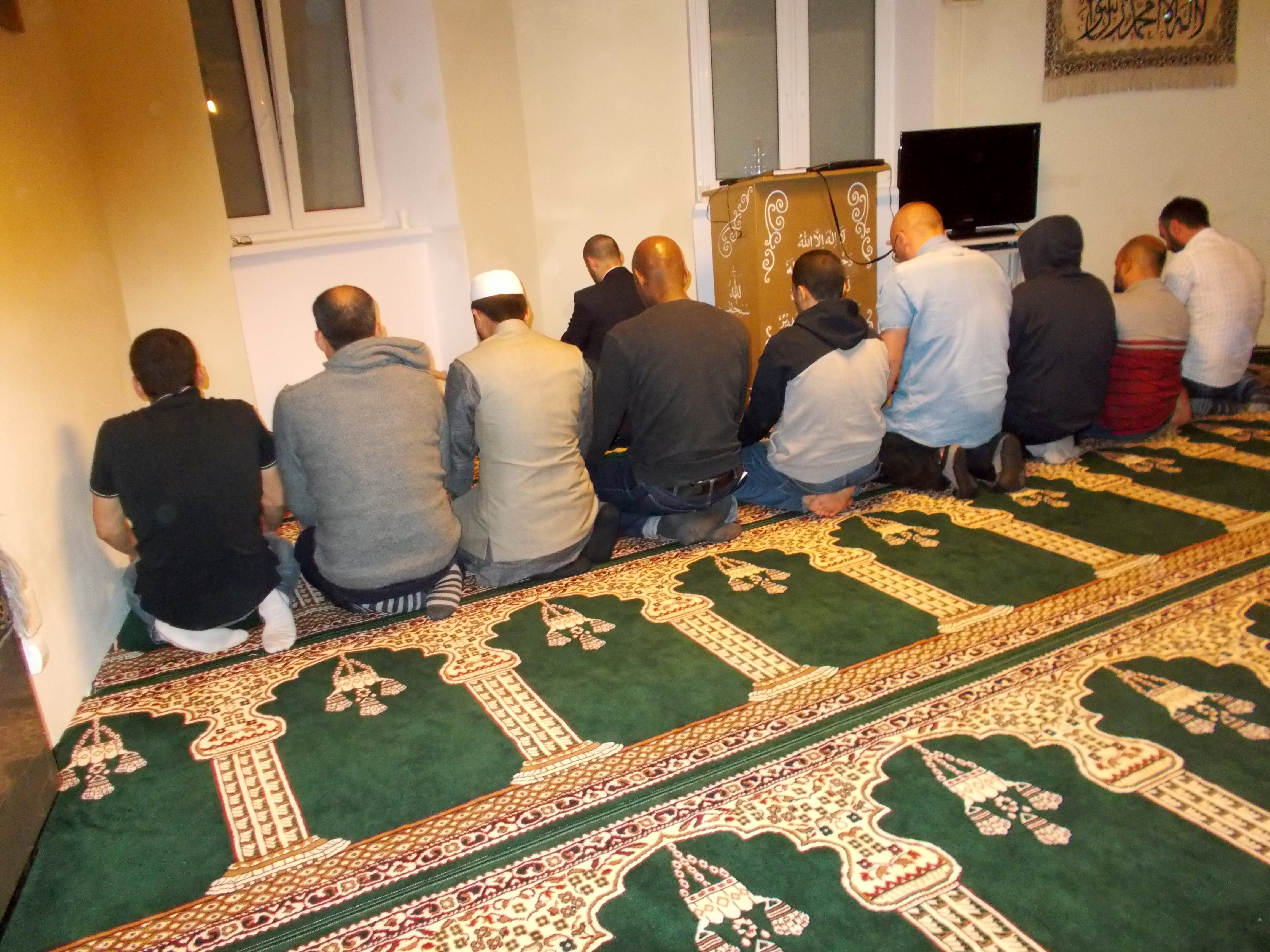
Isza w CM Kraków

W chwili obecnej działalność Centrum koncentruje się wokół organizacji lekcji religii dla kobiet i mężczyzn, sprawowania piątkowych modlitw oraz urządzania świąt muzułmańskich. 16 września 2017 mieszkańcy Krakowa mieli okazję odwiedzić Centrum Muzułmańskie w ramach Nocy Świątyń.